# Plantación Cherokee
La Plantación Cherokee es una residencia histórica ubicada en Fort Payne, Alabama, Estados Unidos.

## Historia
La casa fue construida en 1790 como una cabaña de troncos de dos pisos por Andrew Ross, un juez de la Corte Suprema Cherokee y hermano del director principal John Ross. En 1834 se construyó una segunda cabaña de troncos conectada a la parte trasera de la cabaña original, y se construyó una tercera al noreste, separada por un corredor techado. Ross, siendo un octavo Cherokee, se vio obligado a abandonar su hogar en 1838 bajo las disposiciones del Tratado de New Echota, del cual Ross era signatario; una parte del sendero de lágrimas pasa frente a la casa.
La casa pasó a manos de William W. McFarlane, quien la cerró y amplió aún más en 1845, dándole a la casa su actual apariencia neogriega. La familia Kershaw hizo más modificaciones y renovaciones en las décadas de 1930 y 1960. Los propietarios actuales, la familia Brewer, han continuado con las renovaciones. La casa se incluyó en el Registro de Monumentos y Patrimonio de Alabama en 1976 y en el Registro Nacional de Lugares Históricos en 1984.